# Benedetto Menzini
Benedetto Menzini (Firenze, 29 marzo 1646 – Roma, 7 settembre 1704) è stato un poeta italiano.

## Biografia
Disagiato economicamente, fu aiutato per gli studi dal marchese Gianvincenzo Salviati. Fu professore di eloquenza a Firenze, ma non ebbe, come sperava, la cattedra nell'Università di Pisa, così nel 1685 si recò a  Roma presso la regina Cristina di Svezia, che gli offrì protezione e sostegno. Attorno a questa regina si formò un circolo di poeti che dettero vita all'Accademia dell'Arcadia. Benedetto Menzini usò in Arcadia lo pseudonimo di Euganio Libade.
Dopo la morte della regina, il Menzini si ritrovò nell'indigenza, fino a che non ebbe l'aiuto del cardinale Gianfrancesco Albani, che lo collocò tra i familiari di Innocenzo XI, gli dette un canonicato e l'incarico di coadiutore alla cattedra di eloquenza alla Sapienza di Roma.
Molte sue opere furono scritte quando era sotto la protezione della regina di Svezia:  le Poesie liriche; tre libri di un poema epico dal titolo Paradiso terrestre; un'imitazione dell'Arcadia di Jacopo Sannazzaro intitolata Accademia Tusculana; Poetica e Satire in terza rima.